# Frédéric Bourdillon
Pour les articles homonymes, voir Bourdillon.
Frédéric Bourdillon, né le 16 mars 1991 à Grasse en France, est un joueur franco-israélien, de basket-ball. Il évolue au poste d'arrière.

## Biographie
Formé au Centre fédéral, à Antibes puis à Chalon-sur-Saône, Frédéric Bourdillon s'installe, après quelques expériences en Pro B et NM1, dans la rotation des Sharks d'Antibes.
De confession juive, il souhaite réaliser son aliya. Il s'envole ainsi pour Israël en septembre 2017 et signe un contrat avec le Maccabi Haïfa, un des meilleurs clubs israéliens, pour la saison 2017-2018.
En février 2018, il est licencié par le Maccabi Haïfa où il jouait peu. Quelques jours plus tard, Bourdillon rejoint un autre club israélien, le Hapoël Eilat.
En octobre 2019, Bourdillon signe un contrat avec le Maccabi Rishon LeZion.
En juin 2020, il rejoint le Maccabi Tel-Aviv en remplacement de John DiBartolomeo (en), blessé. Il complète ainsi l'effectif pour participer au tournoi final du championnat israélien. Il se blesse cependant aux ischio-jambiers quelques jours avant le début du tournoi final. Le 21 juillet, à l'occasion des quarts-de-finale de playoffs du championnat lors desquelles il entre en jeu, il devient le premier joueur français à évoluer pour le Maccabi Tel-Aviv. Le 28 juillet 2020, son équipe bat en finale le Maccabi Rishon LeZion 86 à 81 et devient championne d'Israël pour la 54e fois de son histoire.
En octobre 2020, Bourdillon est recruté temporairement à l'Hapoël Holon pour pallier les blessures de Yogev Ohayon et d'Oded Brandwein (en). Le club le prolonge finalement jusqu'à la fin de la saison. Après avoir remporté la Ligue internationale des Balkans, il prolonge son contrat avec Holon.

## Clubs successifs
- 2011-2013 :  Étoile de Charleville-Mézières (NM1 puis Pro B)
- 2013-2014 :  Rueil Athletic Club (NM1)
- 2014-2017 :  Antibes Sharks (Pro B puis Pro A)
- 2017-2018 :  Maccabi Haïfa (Ligat Winner)
- Fév. 2018-2019 :  Hapoël Eilat (Ligat Winner)
- 2019-2020 :  Maccabi Rishon LeZion (Ligat Winner)
- 2020 :  Maccabi Tel-Aviv (Ligat Winner)
- Depuis 2020 :  Hapoël Holon (Ligat Winner)

## Palmarès
- Ligue internationale de basket-ball des Balkans 2021
- Champion d'Israël 2020
- Leaders Cup de Pro B 2015
- Coupe de France 2011
- Finaliste du championnat d'Europe des 18 ans et moins 2009